# Tree spade

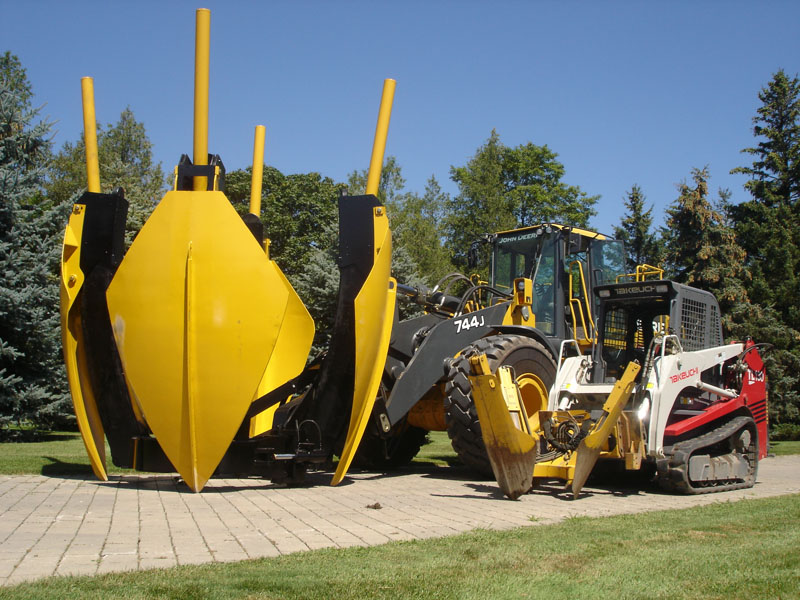
Dois exemplos de Tree spades

Uma Tree spade é uma Máquina especializada que mecaniza o transplante de plantas de grande porte, que seriam extremamente trabalhosos de serem feitos de outras formas (usando normalmente Pás hidráulicas e outros equipamentos). Estes incluem arbustos e pequenas árvores grandes ou médias. Ao trazer o poder mecanizada para o que era anteriormente apenas um processo manual, Tree spade faz para transplante que Tratorres e Colheitadeiras fazer para a Agricultura, e que Escavadeiras e outras máquinas pesadas fazem para a construção.
Uma máquina típica é constituída por uma série de lâminas que circundam a árvore, cavando no solo e, em seguida, levantando toda a árvore, incluindo as suas raízes e solo, para fora do solo.